# Glória Menezes
Nilcedes Soares Magalhães (Pelotas, Río Grande del Sur, 19 de octubre de 1934), más conocida como Glória Menezes, es una actriz brasileña.
Estuvo casada con el actor Tarcísio Meira y es también madre del actor Tarcísio Filho.

## Trayectoria

### Telenovelas
- 2018: Tá no Ar: a TV na TV... Participación especial[1]
- 2015: Totalmente diva... Stelinha Carneiro de Alcântara
- 2014: Preciosa perla... Perola
- 2008: La favorita... Irene Fontini
- 2006: Páginas de la vida... Lalinha
- 2004: Señora del destino... Laura Correia de Andrade e Couto
- 2004: El color del pecado... Kiki de Queensburg
- 2004: Um Só Coração (miniserie)... Camila Matarazzo
- 2002: El beso del vampiro... Zoroastra
- 2001: Puerto de los milagros... Dona Coló
- 1998: Torre de Babel... Marta Toledo (protagonista)
- 1996: Vira Lata... Stela
- 1995: La próxima víctima... Júlia Braga
- 1992: Deus nos Acuda... Baby Bueno (Bárbara Silveira Bueno, protagonista)
- 1990: La reina de la chatarra... Laurita Albuquerque Figueroa (villana)
- 1987: Brega & Chique... Rosemere da Silva
- 1984: Cuerpo a cuerpo... Teresa Fraga Dantas
- 1983: Guerra dos Sexos... Roberta Leone
- 1981: Jogo da Vida... Jordana
- 1979: Pai Herói... Ana Preta
- 1977: Espelho Mágico... Leila Lombardi (Rosana en «Coquetel de Amor»)
- 1975: O Grito... Marta
- 1973: O Semideus... Ângela
- 1973: Cavalo de Aço... Miranda
- 1971: O Homem que Deve Morrer... Ester
- 1970: Irmãos Coragem... Maria de Lara / Diana / Márcia
- 1969: Rosa Rebelde... Rosa
- 1968: Passo dos Ventos... Vivien Chevalier
- 1967: Sangue e Areia... Doña Sol
- 1967: O Grande Segredo... Marta / Ana Célia
- 1966: Almas de Pedra... Cristina/Cristiano
- 1965: A Deusa Vencida .. Cecília
- 1965: Pedra Redonda, 39
- 1964: Uma Sombra em Minha Vida... Maria Rosa (Simone)
- 1964: Eu e Você (serie)
- 1963: 2-5499 Ocupado... Emily